# Varrómadár
A varrómadár (Orthotomus sutorius) a madarak (Aves) osztályának verébalakúak (Passeriformes) rendjébe, ezen belül a szuharbújófélék (Cisticolidae) családjába tartozó faj.

## Előfordulása
A varrómadár Indiában, Kína déli részén, valamint a Maláj-félszigeten és Jáva szigetén fordul elő.

## Alfajai
- Orthotomus sutorius sutorius
- Orthotomus sutorius edela
- Orthotomus sutorius fernandonis
- Orthotomus sutorius guzuratus
- Orthotomus sutorius inexpectatus
- Orthotomus sutorius longicauda
- Orthotomus sutorius luteus
- Orthotomus sutorius maculicollis
- Orthotomus sutorius patia

## Megjelenése

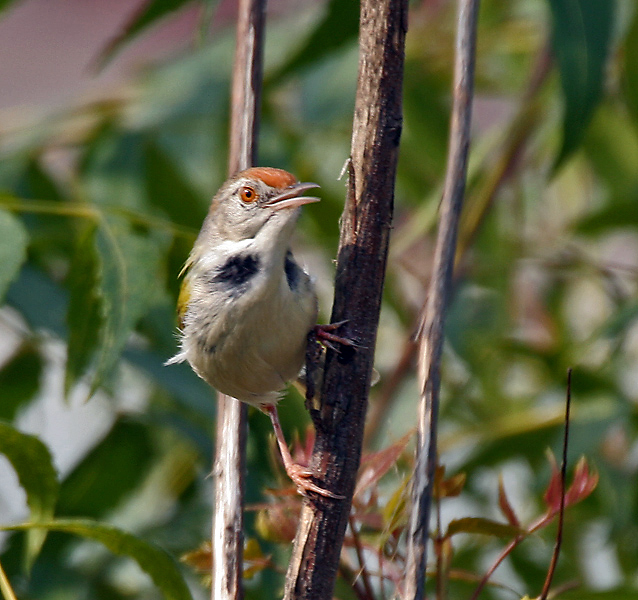

A madár hossza 13 centiméter, testtömege 40-50 gramm. A tollazata túlnyomórészt barna árnyalatú, a hasoldal világosabb. A két ivar hasonló megjelenésű. Farkát jellegzetesen billegeti.

## Életmódja
A varrómadár magányos vagy párokban él. Tápláléka rovarokból és virágnektárból áll.

## Szaporodása
A fiatal madár az ivarérettséget egyéves korban éri el. A költési időszak március–december, de leginkább június és augusztus között van. Évente kétszer-háromszor költ. A fészek gyapotszálakból vagy növényi rostokból készül, a belsejét lószőrrel vagy finom szálú fűvel béleli a madár. A hím gyűjti össze a fészekanyagot, a tojó építi a fészket. A „bölcső”, amiben van a fészek, összevarrt levelekből áll. A madarak leginkább a mangó- és a fügefa leveleit kedvelik, ezeket növényi rostokkal, pókhálóval vagy a kokonokat (petecsomókat) borító selyemmel varrják össze bölcsővé. A fészekalj 3-4 különböző színű tojásból áll, melyeket a szülők közösen költenek ki. A fiókák 11-12 nap múlva bújnak ki a tojásból. A fiatal madarak 12-14 napos korban repülnek ki.